# Luke Braid
Pour les articles homonymes, voir Braid (homonymie).
Pas d'image ? Cliquez ici

a Compétitions nationales et continentales officielles uniquement.

b Matchs officiels uniquement.
Dernière mise à jour le 22 août 2021.
Luke Braid, né le 5 octobre 1988 à Tauranga (Nouvelle-Zélande), est un joueur de rugby à XV néo-zélandais évoluant au poste de troisième ligne aile. Il mesure 1,85 m pour 101 kg.
Il est le fils de l'ancien international néo-zélandais Gary Braid (en), et le frère du troisième ligne international néo-zélandais Daniel Braid.

## Carrière

### En club
Luke Braid commence sa carrière professionnelle en 2007 avec l'équipe de Bay of Plenty en NPC,
Après trois saisons en NPC, il fait également ses débuts en Super Rugby en 2010 avec la franchise des Chiefs.
À la recherche de plus de temps de jeu, il quitte les Chiefs en 2011 pour rejoindre les Blues avec qui il devient un joueur cadre de l'équipe et joue parfois le rôle de capitaine,. En 2013, il change également de province et rejoint Auckland.
En 2015, il rejoint le club français de l'Union Bordeaux Bègles, évoluant en Top 14, pour un contrat de deux saisons. Il devient rapidement un joueur important de l'effectif bordelo-béglais, et obtient beaucoup de temps de jeu lors de ses deux premières saisons,. Il prolonge donc son contrat pour deux années de plus. Il voit par la suite son temps de jeu diminuer fortement (7 matchs en deux saisons) à cause de nombreuses blessures. Il décide alors de rompre son contrat de façon anticipée en janvier 2019, et de rentrer vivre en Nouvelle-Zélande,.

### En équipe nationale
Luke Braid joue avec les Baby Blacks en 2008. Il remporte le championnat du monde junior cette année-là, en étant le capitaine de l'équipe,. La même année, à titre personnel, il est nommé meilleur joueur junior de l'année par l'IRB.
Il a également représenté l'équipe des Māori All Blacks en 2013 lors d'un match contre l'équipe du Canada,.
Grâce à ses bonnes performances avec les Blues, il pendant un temps considéré comme l'un des meilleurs troisième ligne néo-zélandais. Néanmoins, l'importante concurrence à son poste, avec notamment le capitaine Richie McCaw ou le prometteur Sam Cane, l'empêche de porter le maillot de la sélection néo-zélandaise,.

## Palmarès

### En club et province
- 61 matchs de NPC avec Bay of Plenty et Auckland.
- 79 matchs de Super Rugby avec les Chiefs et les Blues.

### En équipe nationale
- Vainqueur du  championnat du monde junior en 2008.
- Lauréat du prix du meilleur joueur junior en 2008